# Mes pelures sont plus belles que vos fruits
Mes pelures sont plus belles que vos fruits est un album solo de Tekitek (Teki Latex), membre du groupe TTC, sorti en 2009.

## Description
L'album s'articule en deux parties, offrant deux styles différents, la première étant consacrée au hip hop, la seconde au disco. Sur l'un des titres, l'auteur justifie ce choix et assume cette dualité en scandant « le rap c'est ma maîtresse, la pop c'est l'amour de ma vie ».
Il comporte des titres inédits, ainsi que des titres déjà publiés sur la plate-forme MySpace.
Les pistes instrumentales sont de Lil Wayne, Jacno, DJ Mujava, de même que de la disco italienne.
Les thèmes abordés sont Internet, les séries télévisées comme Lost et divers autres intérêts de Tekitek.
Plusieurs de ces titres sont des freestyles. L'album comporte divers samples, notamment de Raven par Proxy sur L'Envol du corbeau, Miranda par Ratatat sur Bâton merdeux et Township funk de DJ Mujava sur Googlez ma gueule.
La pochette est de couleur blanche, contenant dans une mention en petite taille cinq lignes en majuscule, la première en rouge « Tekitek », les quatre suivantes découpant le titre de l'album « Mes pelures / sont plus / belles que / vos fruits ». En-dessous, une tête d'être humain est dessinée, en noir, remplie dans sa moitié supérieure de bleu foncé, dans sa partie centrale de noir, dans sa partie inférieure laissée blanche ; une larme coule de l’œil gauche du personnage.

## Réception
Les Inrockuptibles estiment que « Tekitek est au top » et qualifient l'album de « joyeux feu d’artifice qui rejaillit de l’expérience » tout en notant la qualité ou l'humour des punchlines et salue la créativité du langage. Resident Advisor note que l'album vient « ajouter au mystère » d'un « individu complexe » et est le produit d'une « période de générosité folle » ainsi que d'appropriation d'instrumentation très diverses.
Avec le recul, le disque est vu comme la fin d'une période de rap pur et dur pour l'artiste, ce qu'il confirmera lors d'interviews. Green Room Session parle ainsi d'un « ultime album de raps fantômes ressortis des tiroirs ».

## Positionnement de l'artiste
L'artiste déclare « Ce disque n’est pas un album à proprement parler, il regroupe des expériences, des envies. Plusieurs de ces titres ont été enregistrés de façon très spontanée. J’avais une idée de texte, je trouvais une instru, et le morceau était parfois fait dans l’après-midi. J’avais besoin de retrouver cette énergie, ce feeling. ».
Dans une interview de Teki Latex déclare que cet album est « le sommet de [s]on art en tant que rappeur », sommet à partir duquel il n'a plus  par la suite ressenti d'envie de faire du rap et se consacrer à d'autres styles de musique, avant de mettre en place un style plus fusion, à base de house, exprimant une lassitude et ne pas retrouver les émotions d'antan lorsqu'il tente de faire du rap.

## Liste des titres
| 1.    | L'Envol Du Corbeau              |  | 5:09 |
| 2.    | Baton Merdeux                   |  | 1:42 |
| 3.    | The Sixpack Anthem              |  | 4:27 |
| 4.    | Un Million                      |  | 3:44 |
| 5.    | Galeries Lafayette              |  | 1:52 |
| 6.    | Joke & Teki                     |  | 2:51 |
| 7.    | Miami Lies                      |  | 3:38 |
| 8.    | The Good Guys                   |  | 3:01 |
| 9.    | Truman Show                     |  | 2:31 |
| 10.   | Go Go Go (To The Disco)         |  | 3:11 |
| 11.   | Je Parle Aux Chats              |  | 2:12 |
| 12.   | Googlez Ma Gueule               |  | 2:42 |
| 13.   | White Knight Two (Orgasmic Mix) |  | 3:27 |
| 14.   | Père Latex                      |  | 2:13 |
| 15.   | Rymden                          |  | 2:59 |
| 16.   | La Messe                        |  | 2:14 |
| 17.   | Agent Orange                    |  | 3:18 |
| 51:11 |                                 |  |      |